# Перич, Милан
Милан Перич (серб. Milan Perić / Милан Перић; род. 16 апреля 1986, Чачак, Кралево) — сербский футболист, нападающий.

## Клубная карьера
Родился 16 апреля 1986 года в городе Чачак. Воспитанник футбольной школы клуба «Младост» (Лучани). Взрослую футбольную карьеру начал в 2003 году в основной команде того же клуба, провёл три сезона, приняв участие в 61 матче чемпионата и забив 31 гол.
Летом 2006 года перешёл в симферопольскую «Таврию», однако выступал только за дублирующий состав, а также провёл два матча в Кубке Украины, забив во втором из них в ворота «Закарпатья».
Не сумев заиграть за рубежом, в начале 2007 года вернулся на родину, став игроком «Хайдука» (Кула), за который выступал следующие полтора сезона.
5 июля 2008 года подписал четырёхлетний контракт со столичным «Партизаном», однако закрепиться в составе гранда не сумел, сыграв за полгода только в одном матче чемпионата. Поэтому в дальнейшем выступал исключительно в аренде за «Ягодину», «Нафту», «Млади Радник» и «Металац».
Своей игрой за последнюю команду привлёк внимание представителей тренерского штаба венгерского «Капошвара», к составу которого присоединился летом 2010 года. Сыграл за клуб из Капошвара следующие полтора сезона своей игровой карьеры. Большую часть времени, проведённого в составе «Капошвара», был основным игроком атакующего звена и одним из главных бомбардиров команды, имея среднюю результативность на уровне 0,44 гола за игру первенства.
В начале 2012 года перешёл в «Видеотон» с Секешфехервара, с которым сразу в том же сезоне выиграл кубок венгерской лиги, однако за год сыграл лишь в 5 матчах чемпионата, из-за чего в начале 2013 года был отдан в аренду в «Ференцварош», в составе которого второй раз подряд выиграл кубок лиги. В финале столичная команда победила именно «Видеотон» со счетом 5:1, однако Перич на поле не вышел.
В 2014 году на условиях аренды играл в составе команд клубов «Печ» и «Дунайварош».
В начале 2015 года Милан вернулся в Сербию подписав контракт с клубом «Доньи Срем».

## Выступления за сборную
С 2007 по 2009 год выступал в составе молодёжной сборной, провёл 6 матчей и забил 1 гол.

## Достижения
- Обладатель Кубка венгерской лиги: (2): 2012, 2013